# Макаровский Иоанно-Богословский монастырь
Мака́ровский Иоа́нно-Богосло́вский монасты́рь — мужской монастырь Саранской епархии Русской православной церкви, расположенный в селе Макаровка, входящем в состав городского округа Саранск.
Монастырь находится на территории Макаровского погоста, существовавшего с начала XVIII века. Собственно монастырь был основан в 1994 году, в нём находится резиденция митрополита Саранского и Мордовского.
Высокая оценка этой материальной базы и организаторских способностей сотрудников Саранской епархии (в том числе со стороны республиканского и окружного руководства) послужила причиной того, что в 2015 году Патриарх Кирилл дал благословение на создание здесь Координационного центра Синодальный отдела по делам молодёжи в Приволжском федеральном округе.

## История Макаровского погоста
В РГАДА,  есть вотчинский архив Полянских. 
Имение Полянских находилось в селе Богословское, сейчас Макаровка.
В этом фонде: 
П.6 1684г Копия с выписи с писцовых и переписных книг, межевых и отказных книгна поместье и вотчину боярина Матвея Степановича Пушкина, село Бобровку, Воскресенское тож (Пушкино). Выпись с 1599 года.
П.29. 1716г Список  выписок из книг Печатного приказа 1716г по челобитию Ивана Макарьевича Полянского об отказе земель в Саранском уезде отцу его Макару Артемьевичу и дяде его Петру Артемьевичу после их предка Артема Емельяновича Полянского.
П.72 1736г Указ о разделе владений Ивана Макаровича Полянского между всеми его детьми и вдовой по челобитию сына его от первого брака. Здесь подробный перечень всех земельных угодий Макара и Ивана Полянских.
П.1306 1835г Опись учиненная Петром Куравицыным имения Е.И. Полянской, господскому дому и прочим вещам, и мебели, а также всему имуществу находящимся в имении Имение Полянских.
Земли, на которых находится монастырь, с XVII века принадлежали помещикам Полянским. Дьяк  Макар Артемьевич Полянский, от имени которого происходит название погоста и села Макаровка, служил в Москве, вступил во владение землями в 1686 году, и с 1700 года переехал в Саранск из Москвы. После его смерти и был основан погост. В 1702 году была освящена церковь Михаила Архангела, а в 1704 году — сохранившийся до настоящего времени собор Иоанна Богослова. Примерно в это же время были построены ограда и две башни. В 1720-е годы была построена колокольня, а в 1800-е годы — Знаменская церковь, почти точно повторяющая архитектуру Михайло-Архангельской.
После революции богослужения на погосте были прекращены, а все его здания, кроме Иоанно-Богословского собора и колокольни — снесены.

## Архитектура

### Иоанно-Богословский собор
Село Макаровка. Храм во имя св. ап. и еванг. Иоанна Богослова, каменный, холодный, построен в 1704 г., расстоянием от г. Пензы 130 в. При храме Иоанно-Богословском церковь каменная, теплая, во имя св. арханг. Михаила, построена в 1702 г. Причта положено: священник, диакон и псаломщик. Земли 34 д. Жалованья 238 р. В пользу причта капитал 400 р. Дома у членов причта церковные. Прихожан м. п. 1697, ж. п. 1797. Приход состоит из села и дер. Луховки , Солдатского  и Куликовки . В селе училище земское.
Иоанно-Богословский собор представляет собой высокий четверик с тремя рядами окон, на восьмискатной крыше которого стоят два восьмерика. К основному объёму пристроены паперть с высокой лестницей и алтарная часть. На алтаре установлена отдельная главка. Высота четверика — 20 метров, общая высота собора — 28 метров. Такая структура собора была характерна для поволжских церквей, но в более поздний период, в середине XVIII века. В конце XVII же века, почти одновременно с постройкой собора, четверики обычно завершали пятиглавием (например, Успенский собор в Рязани, построенный Яковом Бухвостовым). Вместе с тем оборонительные и гражданские сооружения (например, Сухарева башня в Москве) в это время строились именно по такой модели.
Внешне собор богато украшен, при этом фасадное убранство выполнено из кирпича девяти типов. Украшения характерны для русского барокко и сочетают стили конца XVII и начала XVIII веков. Так, имеются украшения на наличниках окон, на апсидах, восьмигранные окна третьего яруса.
Собор является одним из старейших сохранившихся зданий Мордовии (самым старым таким зданием является церковь Иоанна Богослова в Саранске, построенная в 1693 году).

### Колокольня
Макаровский погост обнесён оградой, и колокольня встроена в ограду, представляя собой единственные проездные ворота. Ворота находятся на одной линии с собором Иоанна Богослова, западнее собора. Колокольня предположительно была построена в 1720-е — 1730-е годы. Она состоит из четырёх ярусов, двух четвериков и двух восьмериков. На верхний ярус поставлен восьмигранный шатёр с луковичной главкой. Нижний четверик прорезан воротами, во втором устроены окна, на втором восьмерике находится колокольный ярус. Третий ярус (первый восьмерик) раньше содержал арки, но арки были заложены в 1850-е годы. Общая высота колокольни — 36 м. Внешний декор колокольни довольно прост и, как и собор, использует элементы, характерные для XVII века.

### Михайло-Архангельская церковь
Зимняя церковь Михаила Архангела была освящена в 1702 году, разобрана в 1935 году (богослужения прекратились в 1935 году, и перед разрушением церковь использовалась как зернохранилище). Была восстановлена по чертежам в 1970-е годы, в ней размещался музей. Заново освящена 21 ноября 2002 года. К церкви пристроена мужская богадельня, пристроенная в 1763 году.
Сама церковь представляет собой восьмерик на четверике, общей высотой 22 м. Богадельня же, напротив того, приземиста и контрастирует с высоким зданием церкви. В апсиде сделаны окна. Михайло-Архангельская церковь похожа на строившиеся в это же время храмы типа «церкви иже под колоколы», совмещавшие в одном здании церковь и колокольню. Однако, в отличие от храмов нарышкинского барокко этого стиля, в Михайло-Архангельской церкви не так выражена ярусная структура и беднее декор.

### Знаменская церковь
В 1800-е годы была построена Знаменская церковь, которая должна была точно повторять формы Михайло-Архангельской церкви, с тем отличием, что она примыкает к ограде. В 1930-е годы церковь была частично разобрана и восстановлена в 1970-е годы. С 1991 года ведутся богослужения.

### Ограда с башнями
Ограда Макаровского погоста была построена примерно в то же время, что и собор Иоанна Богослова. Общая длина ограды — 270 м, высота — 2.5 м, то есть она не является полноценной крепостной стеной и никогда не выполняла оборонительных функций. Кроме надвратной колокольни, в ограду встроены две угловые башни. Около Знаменской церкви в ограде проделаны ворота, связывающие погост с основной территорией монастыря, резиденцией митрополита и братскими корпусами. Башни имеют цилиндрическую форму с конической крышей, их высота около 12 м. Погост в плане пятиугольный.
Ограда и башни были разобраны в 1930-е годы и восстановлены по чертежам в 1972 году.